# Niponius impressicollis
Niponius impressicollis är en skalbaggsart som beskrevs av Lewis 1885. Niponius impressicollis ingår i släktet Niponius och familjen stumpbaggar. Inga underarter finns listade i Catalogue of Life.